# Samuel Liddell MacGregor Mathers
Samuel Liddell MacGregor Mathers (født 8. eller 11. januar 1854 i Hackney, London, død 5. eller 20. november 1918 i Paris) var engelsk okkultist og magiker. Grundlægger i 1880'erne af Den Hermetiske Orden Det Gyldne Daggry. Mathers oversatte og redigerede et antal magiske grimoirer:
- The Key of Solomon the King – Clavicula Salomonis (1888)
- The Sacred Magic of Abramelin the Mage (1898).
- Goetia (1904) – udgives af Aleister Crowley.
- Liber Armadel (posthum udgivelse 1980 v. Francis King

Mathers udgaver af de magiske klassikere kan karakteriseres som victorianske fortolkninger. Mathers censurerede erotik og sort magi bort. Billeder af talismaner blev forsøgt rekonstrueret med udgangspunkt i Kabbala og clairvoyance. Udgivelsen af "The Sacred Magic of Abramelin the Mage" blev inspirationskilde for en række okkultister, som Aleister Crowley, Dion Fortune og Israel Regardie.
Mathers oversatte Knorr von Rosenroths latinske Kabbala Denudata til engelsk. Bogen blev udgivet med titlen "The Kabbalah Unveiled" (Kabbalah Afsløret) i 1912. Indholdet var tre bøger fra Zohar. Oversættelsen var en oversættelse af en oversættelse, hvilket er problematisk. Mathers udgave nyder dog stor popularitet og udgives stadig.
Som forfatter var Mathers væsentligste indflydelse det esoteriske arbejde. Han var forfatter til store dele af den hemmelige lære i Den Hermetiske Orden Det Gyldne Daggry. Israel Regardie udgav ordenens hemmelige lære i 1941. Publikationen gav anledning til gnidninger med okkultister, der ønskede, at ordenens lære skulle forblive hemmelig. Publikationen af ordenens papirer har været en væsentlig inspirationskilde for en lang række new age og okkulte grupperinger.

## Eksterne links
- Kabbalah Unveiled
- Open Source Order of the Golden Dawn